# Entomophaga exoleta
Entomophaga exoleta är en tvåvingeart som först beskrevs av Johann Wilhelm Meigen 1824.  Entomophaga exoleta ingår i släktet Entomophaga och familjen parasitflugor. Inga underarter finns listade i Catalogue of Life.